# Ustronie Morskie
Ustronie Morskie est un village de la Ustronie Morskie (Gmina) et du Powiat de Kołobrzeg, dans la Voïvodie de Poméranie occidentale, au nord-ouest de la Pologne. Il se situe environ 14 km au nord-est de Kołobrzeg et 118 km au nord-est de la capitale régionale Szczecin.